# Neolumpenus
Neolumpenus is een monotypisch geslacht van straalvinnige vissen uit de familie van stekelruggen (Stichaeidae).

## Soort
- Neolumpenus unocellatus Miki, Kanamaru & Amaoka, 1987